# 노경환
노경환(한국 한자: 盧慶煥, 1967년 5월 6일 ~ )은 대한민국의 전직 축구 선수 출신 축구 감독이다. 현역 시절 포지션은 공격수였다.

## 클럽 경력
노경환은 1989시즌을 앞두고 대우 로얄즈에 입단했다. 1989년 4월 8일 유공 코끼리와의 경기에서 프로 데뷔골을 기록했다.

## 지도자 경력
2001년부터 동래중학교 축구부의 감독으로 취임했다.
2008시즌을 앞두고 대전 시티즌의 코치로 취임했다.
이후 2010년 6월, 윤성효 감독의 취임과 함께 수원 삼성 블루윙즈의 수석코치로 자리를 옮기게 되었다. 이후 2011년 6월 수원의 성적 부진을 이유로 수석코치직에서 물러났다.
이후 호서대학교 축구부의 감독으로 취임했다.